# Microserica fukiensis
Microserica fukiensis är en skalbaggsart som beskrevs av Frey 1972. Microserica fukiensis ingår i släktet Microserica och familjen Melolonthidae. Inga underarter finns listade i Catalogue of Life.